# Isaurische Ragwurz
Die Isaurische Ragwurz (Ophrys isaura) ist eine Pflanzenart aus der Gattung der Ragwurzen (Ophrys) in der Familie der Orchideen (Orchidaceae). Sie wird von manchen Autoren auch als Unterart eingestuft: Ophrys scolopax subsp. isaura (Renz & Taubenheim) H.A.Pedersen & P.J.Cribb.

## Merkmale
Diese mehrjährige krautige Pflanze erreicht Wuchshöhen von 50 cm. Die Kelchblätter erscheinen meist grün können aber auch rötlich oder rot gefärbt sein. Die seitlichen Kronblätter sind weißlich-rosa. Die Basalschwielen erscheinen schwärzlich. Sie blüht im Mai.

## Standort und Verbreitung
Man findet diese in Kiefern- oder Eichenwäldern mit kalkreichen Böden in einer Höhe von 800 bis 1200 Metern Meereshöhe. Diese Pflanzenart kommt im Süden Anatoliens vor, es wurde jedoch auch ein Fund bei Gülnar in Isaurien vermerkt.

## Verwandtschaft
Diese Art zählt bei manchen Autoren zu den verschiedenen Rassen der Schnepfen-Ragwurz (Ophrys scolopax). So lange diese Verwandtschaft jedoch noch nicht eindeutig geklärt ist, bildet sie eine eigenständige Art. Sie wurde 2019 als Unterart Ophrys scolopax subsp. isaura (Renz & Taubenheim) H.A.Pedersen & P.J.Cribb zu Ophrys scolopax gestellt.

## Taxonomie
Die Isaurische Ragwurz wurde 1980 von Jany Renz und Gerd Taubenheim (* 1938) in Die Orchidee (Hamburg) Band 31, Seite 240 als Ophrys isaura erstbeschreiben.